# Höherer nichttechnischer Verwaltungsdienst
Höherer nichttechnischer Verwaltungsdienst bezeichnet im deutschen Beamtenrecht eine Laufbahn innerhalb der Laufbahngruppe des höheren Dienstes. Beamte dieser Laufbahn haben grundsätzlich ein Studium aus der Fächergruppe der Rechts-, Wirtschafts- oder Sozialwissenschaften (Anlage 2 der AVwV zur BLV) mit einem Master oder einem vergleichbaren Abschluss vollendet.

## Laufbahnbefähigung
Bewerber erlangen die Laufbahnbefähigung durch erfolgreichen Abschluss eines fachspezifischen Vorbereitungsdienstes oder eines Aufstiegsverfahrens des Bundes oder durch Anerkennung, wenn sie die für die entsprechende Laufbahn vorgeschriebene Vorbildung oder die erforderliche Befähigung durch Lebens- und Berufserfahrung außerhalb eines Vorbereitungsdienstes oder eines Aufstiegsverfahrens des Bundes erworben haben (§ 7 BLV).

### Befähigung zum Richteramt
Die Laufbahnbefähigung für den höheren nichttechnischen Verwaltungsdienst hat auch, wer die Befähigung zum Richteramt hat (§ 21 Abs. 2 BLV). Diese wird grundsätzlich erworben durch ein rechtswissenschaftliches Studium an einer Universität mit erfolgreichen Abschluss der ersten Prüfung, einem anschließenden Rechtsreferendariat mit dem erfolgreichen Abschluss der zweiten Staatsprüfung (§ 5 Abs. 1 DRiG).

### Anerkennung mit vorgeschriebener Vorbildung
Absolventen eines Studiums der Wirtschafts- und Sozialwissenschaften durch Anerkennung, wenn sie zusätzlich zu ihrem Master-Abschluss mindestens zweieinhalb Jahre eine hauptberufliche Tätigkeit ausgeübt haben, die nach Fachrichtung und Schwierigkeit der Tätigkeit eines Beamten des höheren nichttechnischen Verwaltungsdienstes entspricht. Die hauptberufliche Tätigkeit kann in der Privatwirtschaft oder im öffentlichen Dienst absolviert worden sein. Ein dem Master-Abschluss gleichwertiger Abschluss ist das Universitäts-Diplom oder ein erstes Staatsexamen, nicht jedoch ein Diplom einer Fachhochschule.

### Vorbereitungsdienst oder Aufstiegsverfahren
Der Bund hat für den höheren nichttechnischen Verwaltungsdienst keinen fachspezifischen Vorbereitungsdienst eingerichtet.
Die Anerkennung der Befähigung für die Laufbahn durch ein Aufstiegsverfahren setzt ein mit einem Master abgeschlossenes Hochschulstudium aus der Fächergruppe der Rechts-, Wirtschafts- oder Sozialwissenschaften sowie eine berufspraktische Einführung in die Laufbahn des höheren nichttechnischen Verwaltungsdienstes voraus (§ 35  Abs. 1 S. 2 Nr. 3 BLV). Ein Aufstieg über den erfolgreichen Abschluss eines fachspezifischen Vorbereitungsdienstes nicht möglich, weil ein solcher für diese Laufbahn nicht eingerichtet ist. Der Bund bietet als Aufstiegsverfahren für den höheren nichttechnischen Verwaltungsdienst das berufsbegleitende Studium Master of Public Administration an der Hochschule des Bundes für öffentliche Verwaltung in Brühl an. Entsprechende Stellen werden von den jeweiligen Dienstbehörden ausgeschrieben. Auch eine Teilnahme von Beamten oder Tarifbeschäftigten außerhalb eines Aufstiegsverfahrens ist möglich.
Die berufspraktische Einführung, in der die Beamten nachweisen sollen, dass sie die Eignung und Befähigung für den höheren nichttechnischen Verwaltungsdienst des Bundes besitzen, dauert ein Jahr und kann bereits studienbegleitend durchgeführt werden. Während dieser Einführung nehmen die Beamten Aufgaben in grundsätzlich mindestens zwei Verwendungsbereichen des höheren nichttechnischen Verwaltungsdienstes wahr. Die berufspraktische Einführung schließt mit einer dienstlichen Beurteilung ab, aus der hervorgeht, ob sich der Beamte im höheren nichttechnischen Verwaltungsdienst bewährt hat (§ 22 MPAHSBundV).
§ 15 Absatz 1 und 2 der Bundeslaufbahnverordnung gilt entsprechend.
Die Zulassung zur Laufbahn kann auch nach § 24 BLV erfolgen. Im Unterschied zum internen Aufstiegsverfahren nimmt der Beamte hier an einem Auswahlverfahren für externe Bewerber teil. Hat er an diesem erfolgreich teilgenommen, wird er für die Laufbahn zugelassen und auf einem Dienstposten dieser Laufbahn verwendet, verbleibt aber noch drei Jahre in seinem bisherigen beamtenrechtlichen Status, d. h. seiner niedrigeren Laufbahn.
Nach § 27 BLV können besonders leistungsstarke Beamte bei Vorliegen bestimmter Voraussetzungen und nur auf bestimmte dafür ausgeschriebene Dienstposten der Laufbahn verwendet werden. Die Laufbahnbefähigung für die Laufbahn erwerben sie nicht.

### Befähigung durch Lebens- und Berufserfahrung
Die Anerkennung der Laufbahnbefähigung durch Lebens- und Berufserfahrung (§ 7 Nr. 2 lit. b BLV), sogenannte andere Bewerber, stellt eine Ausnahme dar. Über sie entscheidet der Bundespersonalausschuss (§ 19 BBG). Die Einstellung anderer Bewerber soll der Verwaltung ermöglichen, in Einzelfällen auf die besonderen Kenntnisse und Erfahrungen von Fachleuten zurückzugreifen, die sich innerhalb oder außerhalb der öffentlichen Verwaltung auf einem ihrer künftigen Laufbahn entsprechenden Gebiet qualifiziert haben. Sie können nur dann berücksichtigt werden, wenn geeignete Laufbahnbewerber nicht zur Verfügung stehen oder wenn ein besonderes dienstliches Interesse an deren fachlichen Kenntnissen und Erfahrungen besteht.

## Verwendung
Die Laufbahn des höheren nichttechnischen Verwaltungsdienstes umfasst ein breit gefächertes Aufgabenspektrum, das nach Dienstbehörde und Funktionsamt stark variiert. Angehörige der Laufbahn sind oft Führungskräfte im klassischen Verwaltungsbereich. Typische Funktionsbezeichnungen sind Referent, Dezernent, Sachgebietsleiter, Dezernatsleiter, Referatsleiter, Gruppenleiter, Referatsgruppenleiter, Unterabteilungsleiter und Abteilungsleiter. Viele Angehörige der Laufbahn sind Personen mit der Befähigung zum Richteramt (Juristen).

## Überführung der Laufbahnen besonderer Fachrichtung
Mit Inkrafttreten der neuen Bundeslaufbahnverordnung (BLV) im Jahr 2009 laufen die Laufbahnen besonderer Fachrichtung auf Bundesebene aus. Folgende bis 2009 eingerichtete Laufbahnen entsprechenden der Laufbahn des höheren nichttechnischen Verwaltungsdienstes (Anlage 4 BLV):
- Gesellschafts- und sozialwissenschaftlicher Dienst
- Raumordnungsdienst (bei Vorliegen der Berufsabschlussbezeichnungen Diplom-Betriebswirt, Diplom-Kaufmann, Diplom-Soziologe und Diplom-Volkswirt)
- Stenographischer Dienst in der Parlamentsverwaltung
- Wirtschaftsverwaltungsdienst
- Höherer nichttechnischer Dienst in der Bundesagentur für Arbeit
- Höherer Dienst im Bundesnachrichtendienst
- Höherer Zolldienst des Bundes
- Höherer allgemeiner Verwaltungsdienst des Bundes
- Höherer Archivdienst des Bundes
- Höherer Dienst im Verfassungsschutz des Bundes